# Zhuanlu (köpinghuvudort i Kina, Hebei Sheng, lat 38,66, long 114,95)
Zhuanlu är en köpinghuvudort i Kina. Den ligger i provinsen Hebei, i den norra delen av landet, omkring 190 kilometer sydväst om huvudstaden Peking. Antalet invånare är 53 697. Befolkningen består av 26 981 kvinnor och 26 716 män. Barn under 15 år utgör 22,0 %, vuxna 15-64 år 69 %, och äldre över 65 år 7,0 %.
Runt Zhuanlu är det tätbefolkat, med 849 invånare per kvadratkilometer. Närmaste större samhälle är Dingzhou, 16,4 km söder om Zhuanlu. Trakten runt Zhuanlu består till största delen av jordbruksmark.
Genomsnittlig årsnederbörd är 675 millimeter. Den regnigaste månaden är juli, med i genomsnitt 200 mm nederbörd, och den torraste är januari, med 3 mm nederbörd.